# Karl Johann von Alvensleben
Karl Johann Phänomen von Alvensleben (* 18. März 1807 in Berlin; † 16. April 1877 in Potsdam) war ein preußischer Generalmajor.

## Leben

### Herkunft
Karl Johann entstammte der niederdeutschen Adelsfamilie von Alvensleben. Er war das dritte Kind von Ludwig Friedrich von Alvensleben (1762–1820) und dessen Ehefrau Henriette Eleonore, geborene von Hake (1772–1835). Sein Vater war preußischer Kavallerieoffizier im Regiment Gensdarmes und wurde nach der Niederlage gegen die Franzosen und Auflösung des Regiments 1806 entlassen. Zwischenzeitlich führte sein Vater dann das Rittergut Peterhagen im Landkreis Lebus und war von 1816 bis zu seinem Tod 1820 Stallmeister des preußischen Königs.

### Militärkarriere
Alvensleben absolvierte das Friedrich-Wilhelm-Gymnasium in Neuruppin und trat am 11. April 1824 in das 1. Garde-Regiment zu Fuß der Preußischen Armee ein. Bis Mitte April 1827 avancierte er zum Sekondeleutnant  und war 1842/44 zur Gewehrfabrik Potsdam kommandiert. Bis Anfang April 1848 stieg Alvensleben zum Hauptmann und Kompaniechef auf. Unter Beförderung zum Major erfolgte am 9. Mai 1854 seine Versetzung als zweiter Kommandeur des III. Bataillons im 3. Garde-Landwehr-Regiment nach Polnisch Lissa. Daran schloss sich ab dem 14. April 1857 eine Verwendung als Kommandeur des I. Bataillons im 2. Garde-Regiment zu Fuß an. Unter Aggregation des Regiments wurde Alvensleben Ende März 1859 Kommandant des preußischen Kontingents in Frankfurt am Main und avancierte bis Mitte Oktober 1861 zum Oberst. Nachdem man ihn am 13. März 1862 von seiner Stellung entbunden hatte, wurde Alvensleben kurz darauf am 3. April 1862 zum Kommandeur des 2. Westfälischen Infanterie-Regiments Nr. 15 ernannt. An dessen Spitze nahm er 1864 während des Krieges gegen Dänemark am Gefecht von Missunde und dem Übergang nach Alsen teil. In Anerkennung seiner Leistungen wurde er Mitte August 1864 mit dem Roten Adlerorden III. Klasse mit Schwertern sowie im Februar 1865 mit dem Orden der Eisernen Krone II. Klasse mit Kriegsdekoration ausgezeichnet. Aus gesundheitlichen Gründen wurde Alvensleben am 11. Oktober 1864 mit dem Charakter als Generalmajor und der gesetzlichen Pension zur Disposition gestellt.

### Familie
Alvensleben heiratete am 23. Oktober 1840 in Potsdam Elisabeth Amalie von Bassewitz (1818–1890) aus dem Hause Halle. Aus der Ehe gingen folgende Kinder hervor:
- Udo Louis Friedrich (1841–1851)
- Luise Karoline (* 1842) ⚭ Bogislav von Gerlach (1822–1874) auf Parsow
- Adolf Friedrich (1846–1866), gefallen als Sekondeleutnant im 1. Garde-Regiment zu Fuß bei Königgrätz